# 胡戈·瓦泽
胡戈·瓦泽（德語：Hugo Waser，1936年8月9日—），瑞士男子赛艇运动员。他曾代表瑞士参加1960年、1964年和1968年夏季奥林匹克运动会赛艇比赛，其中1968年奥运会获得一枚铜牌。